# Robert Motyka
Robert Motyka (ur. 7 czerwca 1974) – polski artysta kabaretowy, prezenter radiowy i telewizyjny, konferansjer i DJ. Współzałożyciel i aktor kabaretu Paranienormalni.

## Życiorys
Wychował się w Sieniawie Żarskiej. Jest synem Marianny (1950-2004) i Tadeusza Motyków (1949-2024). W młodości uprawiał piłkę ręczną. Ukończył Technikum Weterynaryjne w Jeleniej Górze. Po nieudanym egzaminie do szkoły aktorskiej we Wrocławiu podjął pracę w bibliotece w Sieniawie Żarskiej, a także dołączył do klubu niezależnej młodzieży, w którym zaczął działalność kabaretową.
W 1995 został prezenterem w jeleniogórskiej rozgłośni radiowej Jowisz, w której współprowadził autorską audycję Wszystko się może zdarzyć. Następnie prowadził poranny program w Radiu Złote Przeboje i Blue FM, a w latach 2005–2009 był DJ-em porannym w radiu Roxy FM.
W 2004 został jednym z założycieli grupy kabaretowej Paranienormalni, w której jest współtwórcą scenariuszy spektakli i skeczów. Jako członek formacji jest zapraszany w roli prowadzącego na największe festiwale muzyczne oraz rozrywkowe w Polsce, m.in. Festiwal Polskiej Piosenki w Opolu, Zakończenie Lata RMF FM i Polsatu, Festiwal Top Trendy czy Płocka Noc Kabaretowa. Współtworzył autorski program telewizyjny Paranienormalni Tonight na TVP2, za który otrzymał Telekamerę 2016 za najlepszy program rozrywkowy. Jest pomysłodawcą i gospodarzem Letnich Spotkań Kabaretowych „Ściernisko”, które organizuje od 2016 w Sieniawie Żarskiej i których założeniem jest wspieranie działań przyczyniających się promocji regionu.
Od 2020 prowadzi cykl wywiadów Komisariat towarzyski na platformie YouTube. Od wiosny 2021 współprowadzi razem z Bartoszem Gajdą program Kabaret. Super show Dwójki w TVP2 i w serwisie vod.tvp.pl. Wiosną 2022 uczestniczył z ojcem w programie Rzeczy, których nie nauczył mnie ojciec w TTV. W latach 2022–2023 współprowadził poranną audycję Dzień dobry bardzo w Radiu Zet. W 2025 został współprowadzącym (wraz z Zygmuntem Chajzerem) teleturniej Idź na całość w TTV.

### Życie prywatne
Żonaty z Moniką, ma syna Wiktora i córkę Hannę.
Wziął udział w kilku biegach maratońskich.